# Tenderloin (película de 1928)
Tenderloin es una película de crimen estadounidense parcialmente sonora de 1928 dirigida por Michael Curtiz y protagonizando Dolores Costello. Si bien, la película fue parcialmente sonora, era mayormente una película muda con una partitura musical sincronizada y efectos de sonido en los discos Vitaphone. Fue producida y publicada por Warner Bros. Tenderloin está considerada una película perdida, sin copias existentes conocidas en la actualidad.

## Argumento
Rose Shannon (Dolores Costello), una bailarina de "Kelly's," en el distrito "Tenderloin" de la Ciudad de Nueva York, admira en secreto a Chuck White (Conrad Nagel), un joven miembro de la pandilla que lo usa como lugar de reunión. El interés de Chuck por Rose es tan solo como el de otro juguete para jugar. Rose se ve involucrada en un delito del que no sabe nada. La policía la detiene, y la pandilla envía a Chuck para que se encargue de ella en caso de que pueda saber o revelar algo que implique a la pandilla.

## Reparto
- Dolores Costello como Rose Shannon
- Conrad Nagel como Chuck White
- George E. Stone como "Sparrow"
- Mitchell Lewis como el profesor
- Dan Wolheim como "Lefty"
- Pat Hartigan Como "The Mug"

- Fred Kelsey como el Detective Simpson
- G. Raymond Nye como Cowles
- Evelyn Pierce como Bobbie
- Dorothy Vernon como la Tía Molly
- John Miljan como cajero del banco

## Temas Cortos de Premiere Vitaphone
Tenderloin fue estrenada en el Warners' Theatre en laCiudad de Nueva York el 14 de marzo de 1928.
| Título                                                                                                | Año  |
| --- | ---- |
| Orfeo en los infiernos                                                                                | 1927 |
| Beniamino Gigli & Giuseppe de Luca en Duet from Act 1 de "The Peral Fishers" (Les pêcheurs de perles) | 1927 |
| Abe Lyman y su orquesta                                                                               | 1928 |
| Xavier Cugat y Su Gigolos ("A Spanish Ensemble”)                                                      | 1928 |
| Adele Rowland in "Stories in Song"                                                                    | 1928 |

## Producción
Tenderloin fue la segunda función de Vitaphone con secuencias habladas que Warner Bros. publicó, cinco meses después de The Jazz Singer. La película contenía 15 minutos de diálogo hablado, y la Warners la promocionó como la primera película en la que los actores realmente hablaron en sus roles. Según se dice, en la premiere de la película, el largometraje se encontró con una risa burlona como resultado del diálogo forzado de la película, resultando en que dos de cuatro de  las secuencias habladas fueron eliminadas durante la primera semana de la película en cartelera.  La crítica Harriette Underhill escribió que "los dispositivos de conversación de la pantalla dan a los personajes un cierto ceceo, que resta levemente del efecto serio".

## Taquilla
Según los registros de la Warner Bros, la película ganó $889,000 en el país y otros $96,000 en el extranjero.